# Héctor Eduardo Vera Colona
Héctor Eduardo Vera Colona (* 26. Februar 1962 in Chiclayo, Peru) ist Bischof von Ica.

## Leben
Héctor Eduardo Vera Colona studierte Philosophie und Theologie am Priesterseminar seiner Heimatstadt. Am 8. Dezember 1987 wurde er im Bistum Chiclayo zum Priester geweiht. Danach war er bis 1992 Pfarrer in Zaña. Von 1992 bis 1996 absolvierte er ein postgraduales Studium der Biblischen Theologie an der Universidad de Navarra, von der er zum Dr. theol. promoviert wurde. Nach seiner Rückkehr nach Peru war er Pfarrer der Kathedralpfarrei Santa María in Chiclayo, Professor für Bibelwissenschaft am dortigen Priesterseminar „Santo Toribio de Mogrovejo“ und Rektor des örtlichen Propädeutischen Seminars.
Vera Colona wurde am 31. Oktober 2007 zum Bischof von Ica ernannt. Der Erzbischof von Lima, Juan Luis Kardinal Cipriani Thorne, weihte ihn am 8. Dezember desselben Jahres zum Bischof; Mitkonsekratoren waren Rino Passigato, Apostolischer Nuntius in Peru, und sein Vorgänger Guido Breña López OP.